# Parafia Wniebowzięcia Najświętszej Maryi Panny w Reptowie
Parafia pw. Wniebowzięcia Najświętszej Maryi Panny w Reptowie – parafia rzymskokatolicka należąca do dekanatu Kołbacz, archidiecezji szczecińsko-kamieńskiej, metropolii szczecińsko-kamieńskiej. W parafii posługują księża diecezjalni. Według stanu na wrzesień 2018 proboszczem parafii był ks. Paweł Ostrowski.

## Miejsca święte

### Kościół parafialny
Kościół Wniebowzięcia Najświętszej Maryi Panny w Reptowie

### Kościoły filialne i kaplice
Kościół Matki Bożej Częstochowskiej w Niedźwiedziu